# Dolf Unger
Balth Hendrik Adolf (Dolf) Unger (Rotterdam, 17 januari 1869 – aldaar, 14 juli 1945) was een Rotterdamse kunsthandelaar, wiens bedrijf van de jaren twintig tot veertig van de 20e eeuw tot de vier belangrijkste kunsthandels van Nederland behoorde. Hij was een pionier in de introductie van de Franse schilderkunst uit de tweede helft van de 19e eeuw in Nederland.

## Jeugd en vroege carrière
Unger werd geboren in 1869 in de Rotterdamse wijk Crooswijk als de derde van zeven broers. Zijn vader was fabrieksarbeider. Na de lagere school kwam hij als krullenjongen in dienst bij timmerman Verbiest op de Goudseweg.

### Kunsthandel Van Oldenzeel (1883-1905)
Zijn vader zag in 1883 een advertentie van kunsthandel Van Oldenzeel op de Blaak waarin een bediende werd gevraagd, en stuurde zoon Dolf erop af. Hoewel weinig enthousiast werd hij toch aangenomen, en begon met eenvoudige klussen als lijsten maken, inlijsten en transportkisten maken. Vooral het verkopen van de werken bleek Unger in de vingers te zitten en hij kreeg er zelfs plezier in.
Het bedrijf verhuisde naar het pand Leuvehaven 84, destijds beroemd om zijn fraaie rococostijl. Hier georganiseerde tentoonstellingen met werken van Van Gogh en Jan Toorop stuitten bij het, destijds nog kleine en conservatieve, Rotterdamse kunstpubliek op weerzin. De kunst van Van Gogh werd niet gewaardeerd en ging voor een grijpstuiver over de toonbank.
De eigenaar van de kunsthandel moest wegens gezondheidsproblemen steeds meer taken aan Unger overdragen en benoemde hem tot bedrijfschef. De zaak verhuisde naar de Glashaven. Onder invloed van concurrent J.R.P.C. de Kuyper aan de Geldersekade verschoof het accent in de aankopen steeds meer van de Nederlandse 19e-eeuwse romantische schilderkunst (Andreas Schelfhout, B.C. Koekkoek, Charles Rochussen) naar de Haagse school en de Franse school van Barbizon.

#### Tentoonstellingen bij Van Oldenzeel
1. Tentoonstelling der werken, wijlen Vincent van Gogh (1896)[2]
2. Catalogus van teekeningen, lithographien door Th. van Hoytema (1897)
3. Tentoonstelling van werken door S. Moulijn (1897)
4. Schilderijen en aquarellen van W.B. Tholen (1897)
5. Catalogus van werken Th. de Bock (1898)
6. Tentoonstelling van schilderijen en teekeningen van Jan Toorop (1898)
7. Dubbeltentoonstelling van Alice Ronner en Henriëtte Knip (1898)[3]
8. Catalogus van werken door Arend Hijner (1899)
9. Teekeningen en studiën van J. Th. Toorop (1902)
10. Tentoonstelling van schilderijen en teekeningen der Gooische Club De Tien (1904)
11. Tentoonstelling van teekeningen door Dirk Nijland (1904)
12. Tentoonstelling van werken door Vincent van Gogh (1904)
13. Tentoonstelling van aquarellen en teekeningen door J. van Oort (1904)

### Kunsthandel Reckers (1905-1912)
Van Oldenzeel overleed en Unger kwam in 1905 als bedrijfsleider in dienst bij kunsthandel Reckers. Deze had op de begane grond van het gebouw van het Rotterdamsch Nieuwsblad aan de Zuid Blaak een paar zalen. Unger was enthousiast geworden over de recente ontwikkelingen in de Franse kunst en legde contacten met belangrijke Franse schilders en kunsthandelaren. Hij organiseerde tweemaal per jaar een verkooptentoonstelling waarin de Franse en Nederlandse schilderijen opzettelijk naast elkaar gehangen werden.

#### Tentoonstellingen bij Reckers
1. Toorop Tentoonstelling (1906)[5]
2. Tentoonstelling van aquarellen en schilderijen van H.J. Melis (1907)
3. Exposition de peintures, pastels, dessins et lithographies par Odilon Redon (1907)
4. Tentoonstelling van werken door W.B. Tholen en Charles van Wijk(1908)
5. Tentoonstelling Marie de Roode Heijermans (1908)
6. Teekeningen in zwart krijt en pastel door P. Dupont: tentoonstelling (1909)
7. Tentoonstelling M. Niekerk (1909)

## Kunstzalen Unger & Van Mens

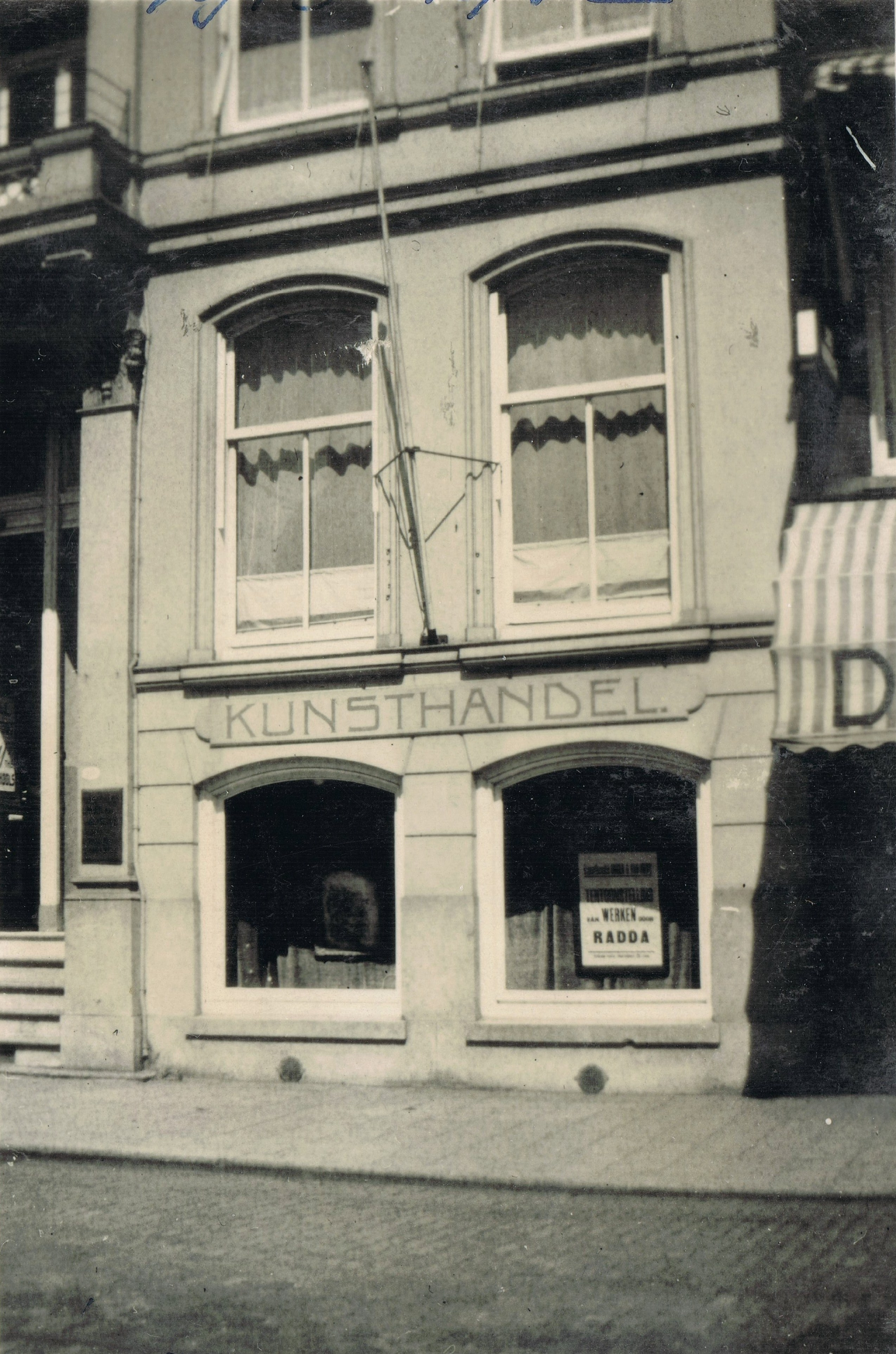
Aanblik van de gevel van de Kunstzalen Unger & Van Mens op de Eendrachtsweg 27b in Rotterdam, circa 1940.

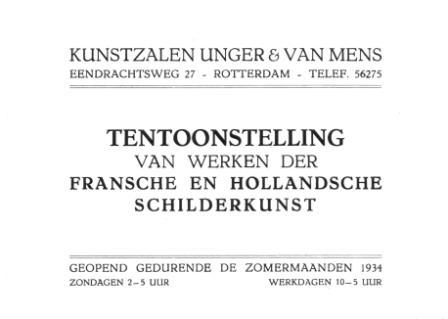
Uitnodigingskaart voor een verkooptentoonstelling in 1934

### 1912-1940
Op 1 januari 1912 begon Unger samen met de kunstkenner Van Mens een eigen zaak onder de naam "Kunstzalen Unger & Van Mens" aan de Eendrachtsweg 27b, in het centrum van Rotterdam. Het bedrijf bestond uit een souterrain en drie zalen op de bovenverdieping.
In de eerste decennia van de twintigste eeuw verdubbelde de bevolking van Rotterdam door de snelle groei van de haven en de industrie. Er kwamen meer bemiddelde verzamelaars en hierdoor nam het Rotterdamse kunstleven in omvang en belang toe. Dolf Unger was in dat kunstleven een vooraanstaand persoon geworden en ook een bekende Rotterdammer. Kunstcriticus Pieter Koomen noemde hem een "professor in de praktische kunstkennis". Maar daarnaast was hij ook een goed zakenman. Unger verkocht onder andere Gauguin, Odilon Redon, Gustave Courbet, Jacob Maris, Van Gogh, Jan Toorop, Breitner en Isaac Israëls. Ook Anton Mauve, Theophile de Bock, Suze Robertson en Lizzy Ansingh behoorden tot de collectie. Een van zijn grote klanten was D.G. van Beuningen, de Rotterdamse havenbaron wiens gehele collectie na zijn dood is overgegaan naar museum Boymans dat sindsdien mede zijn naam draagt. Ook Helene Kröller-Müller heeft enkele malen werk gekocht bij Unger & Van Mens. Unger wist meestal uit zijn hoofd aan wie hij welk schilderij had verkocht en het lukte hem soms om een eens verkocht doek weer terug te kopen en mèt winst door te verkopen.
Een van zijn vakgenoten zei over hem: "Unger dankt zijn succes aan zijn vakkennis, aan zijn enthousiasme, maar vooral aan zijn eenvoudige aard, zijn humor en zijn prettige omgangsvormen." Het Rotterdamsch Nieuwsblad schreef op 7 januari 1929: "Unger heeft een goeden kijk op schilderkunst, men zal op zijn gemengde exposities maar zelden een schilderij vinden, dat niet ook in een museumcollectie een plaats waard is. Doch daarnaast heeft hij de zeldzame gave om dat wat hij zien laat, op zijn voordeligst te doen uitkomen (...)."
Eind jaren twintig trok Van Mens zich terug uit de zaak en Unger zette het bedrijf in zijn eentje, maar onder dezelfde naam, voort. Zijn oudste zoon Wim was intussen ook in de zaak komen werken. Hij was opgeleid door de bekende kunstpedagoog H.P. Bremmer. Het Rotterdamsch Nieuwsblad noemde Unger "een echte Rotterdammer" en stond uitgebreid stil bij zijn 40-jarige loopbaan in de kunsthandel in 1923, zijn 60e (1929) en 70e (1939) verjaardag en bij het 25-jarig jubileum van de zaak in 1937. In het overzichtswerk Interbellum Rotterdam over het kunstleven in Rotterdam in de jaren 1918-1940 wordt geschreven: "B.H.A. Unger (...) werd algemeen beschouwd als een van de toonaangevende handelaren."

### 1940-1952
Na het bombardement op Rotterdam, op 14 mei 1940, liet Unger de dagelijkse bedrijfsvoering over aan zijn zoon. De gezondheid van Unger senior ging in die jaren achteruit en in de zomer van 1945, twee maanden na de bevrijding, overleed hij op 76-jarige leeftijd.
Het pand Eendrachtsweg 27 stond net buiten het gebombardeerde gebied en bestaat nog steeds. Het is ook een gemeentemonument. Na het overlijden van Unger senior nam zoon Wim de zaak over, en heeft deze tot 1952 voortgezet. Op de plek van de kunsthandel zitten nu twee restaurants.

### Tentoonstellingen en catalogi
In het Haarlem's Dagblad van 11 juli 1912 schrijft J.H. De Bois in de rubriek ‘Van kunst en kunstenaars’ over de eerste tentoonstelling in Kunstzalen Unger & Van Mens. Aankondigingen van de tentoonstellingen zijn terug te vinden in het Maandblad voor Beeldende Kunsten, in De Kunst: een algemeen geïllustreerd en artistiek weekblad, in Het Vaderland en in Elseviers Geïllustreerd Maandschrift.
Van een veertigtal door Unger georganiseerde tentoonstellingen zijn catalogi bewaard gebleven. Deze bevinden zich in de bibliotheek van het Rijksbureau voor Kunsthistorische Documentatie in Den Haag. Een klein aantal is ook te vinden in de bibliotheken van de Universiteit van Amsterdam en de Erasmus Universiteit.
Ook is in het Literatuurmuseum een briefwisseling bewaard tussen Unger en de dichter en essayist Jan Greshoff (1888-1971).

### Overzicht tentoonstellingen
1. Tentoonstelling van werken door Jan Toorop (1912)
2. Tentoonstelling van werken door H.E. Mees en W. van der Nat (1912)
3. Tentoonstelling van werken door J.H. van Mastenbroek (1912)
4. Tentoonstelling van werken door P.J.C. Gabriel en Nicolaas Bastert (1912)
5. Tentoonstelling van werken door Suze Robertson (1912)
6. Tentoonstelling van werken door Cossaar en Kuypers (1912)[23]
7. Gemengde tentoonstelling van werken door moderne meesters (9 maart t/m 6 april; onder andere Th. de Bock, Breitner, Isaac Israëls, Jacob Israëls, A. Mauve, J. Maris, W. Maris, W. Witsen, Weissenbruch) (1913)
8. Tentoonstelling van werken door Huib Luns, Maurits Niekerk, Dr. C.H. Dee (1913)
9. Tentoonstelling van werken door J.H. Jurres (1913)
10. Tentoonstelling van werken door Joan Collette (1913)
11. Tentoonstelling van werken door moderne meesters (onder andere A. Allebé, M. Bauer, De Bock, Breitner, I. Israëls, J. Israëls, J. Maris, W. Maris, Mauve, Jan Toorop) (1913)
12. Tentoonstelling van werken door Lizzy Ansingh, Dirk Nijland, Laurent Verwey, Anna Weijers (1913)
13. Tentoonstelling Louis Raemaekers (spotprenten) (1913)
14. Tentoonstelling van werken door Willy Sluiter (1913)
15. Tentoonstelling van werken door Leo Gestel (1914)
16. Tentoonstelling van werken door J.S.H. Kever (1914)
17. Tentoonstelling van werken door C. de Nerée tot Babberich (1914)
18. Tentoonstelling van werken door M.J. Richters (1914)
19. Moderne meesters waaronder een 18-tal werken door P. van der Hem (1914)
20. Tentoonstelling van kunstwerken door F. Hart Nibbrig (1914)
21. Tentoonstelling van werken door Frans Deutman: Laren (N.H.) (1914)
22. Tentoonstelling van werken door H.P. Groen, werken van den beeldhouwer S. Miedema (1914)
23. Heraldische tentoonstelling (toegepaste kunst) saamgebracht uit particulier bezit (1915)
24. Tentoonstelling van nieuw werk door Dirk Nijland (1915)
25. Catalogus: Marie Kelting, P. Böhncke, D.B. Nanninga (1916)
26. Tentoonstelling van werken door Isaac Israëls (1917)
27. Tentoonstelling van enkele nagelaten werken van M.F. van Peski (1917)
28. Tentoonstelling G.H. Breitner (1918)
29. Tentoonstelling van portretten en andere werken door Antoon van Welie (1919)
30. Tentoonstelling van werken door R. Martinez (1925)[24]
31. Tentoonstelling van werken door Jo Koster (1926)[23]
32. Tentoonstelling van werken door William Degouve de Nuncques (1927)[25]
33. Tentoonstelling van werken door Marianne Hartong (1928)[26]
34. Tentoonstelling van werken door L.Guyot (1929)[23]
35. Tentoonstelling van werken door S. Katchadourian (1929)[27]
36. Tentoonstelling van werken door Oscar Mendlik (1930)[23]
37. Tentoonstelling van werken door Odilon Redon (1931)
38. Tentoonstelling van meesterwerken der Fransche schilderkunst (1932)
39. Tentoonstelling van werken door W.B. Tholen (1932)[23]
40. Tentoonstelling van werken door J.H. Speenhoff (1932)[23]
41. I. Ryback (1932)
42. Tentoonstelling eener verzameling schilderijen door Nederlandsche en Fransche meesters [jubileumtentoonstelling, sept./okt. 1933] (1933)
43. Tentoonstelling eener verzameling schilderijen en aquarellen door Nederlandsche en Fransche meesters (1935)
44. Tentoonstelling van werken door W. Jilts Pol (1935)
45. Prenten van modernen (groepstentoonstelling) (1935)[23]
46. Tentoonstelling van werken door Antoine Vollon (1937)
47. Tentoonstelling van werken door Lucie van Dam (1939)[23]
48. Nagelaten werk van Tinus van Doorn, 1905-1940 (1941)
49. Tentoonstelling moderne kunst uit de collectie Nijgh bij gelegenheid van het 100-jarig bestaan der N.R.C.: schilderijen enz. (1943)
50. Tentoonstelling van werken door Louis van Roode en Benno Wissing (1946)
51. Werken van Pierre Hoeks (1947)[28]
52. Tentoonstelling van schilderwerk van M.J.B. Jungmann [z.j.]
53. Tentoonstelling van werken door J.H. van Mastenbroek [z.j.]

## Onderscheiding
In september 1933 vierde Unger zijn vijftigjarige loopbaan in de kunsthandel. Ter gelegenheid van dit jubileum werd hij door de Franse regering benoemd tot Officier de l' Académie, een titel in de Orde van de Academische Palmen. Hij kreeg deze onderscheiding als dank voor zijn jarenlange promotie van de Franse schilderkunst in Nederland. Het jubileum werd gevierd met een speciale expositie. Tijdens de huldiging, op 27 september, schonk Unger de directeur van museum Boymans, Dirk Hannema, een portret door W.B. Tholen van de moeder van de drie schilderende broers Maris. Bij deze gelegenheid kreeg hij ook een lofdicht aangeboden door een afvaardiging van de Nederlandsche Kunstkoopersbond, de vakorganisatie waarbij hij was aangesloten.